# Кутх

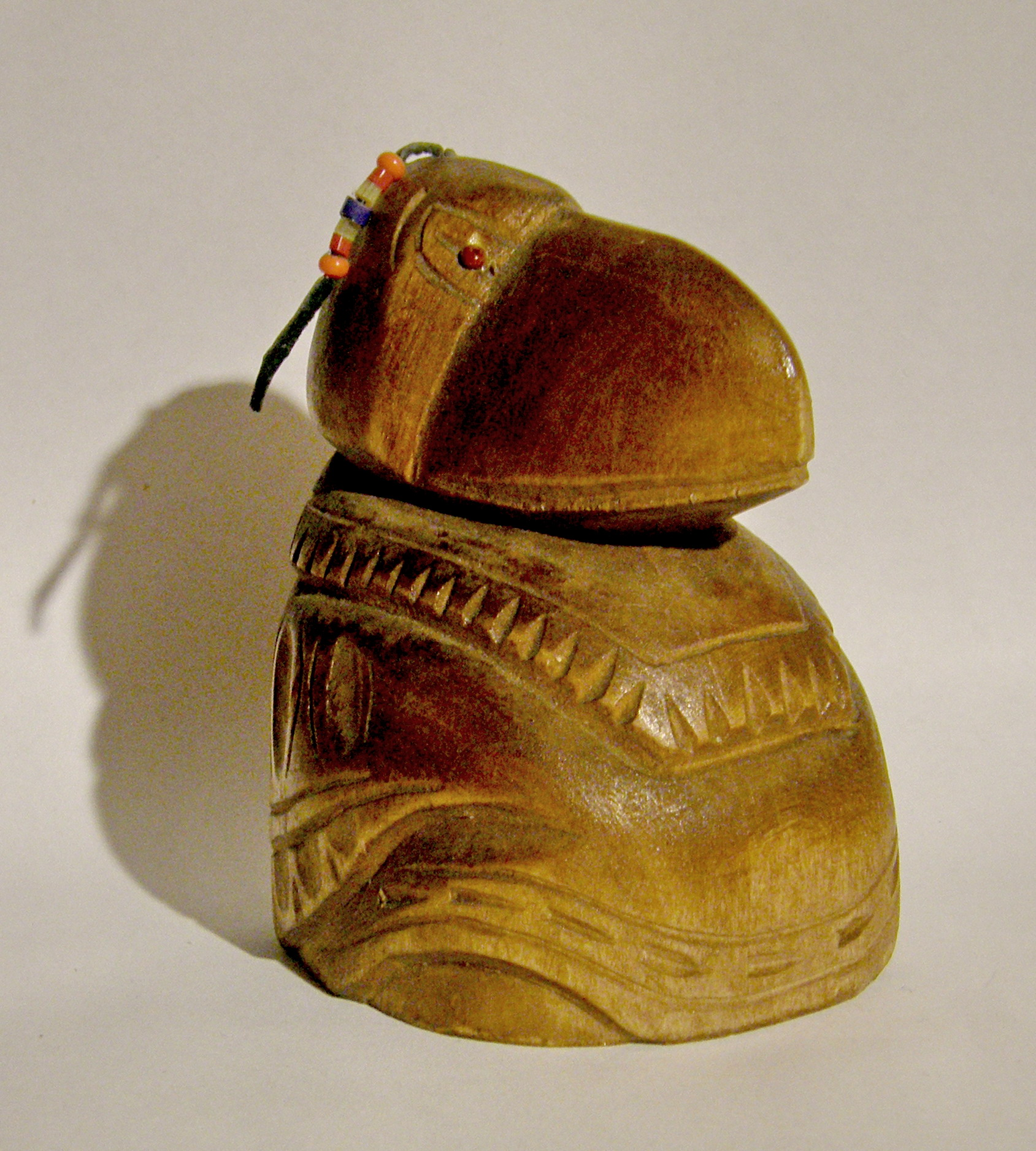
Дерев'яна фігурка Кутха, зроблена Коряцькими ремісниками на Камчатці.

Кутх — втілення духу Ворона, якого традиційно шанують різні корінні народи на Далекому Сході Росії. Образ Кутха проявляється в безлічі легенд. Він виступає в якості ключової фігури в створення світу (творця Землі), прародителя людства, могутнього шамана або трикстера. Кутх - популярний герой в переказах народів Чукотки, він грає центральну роль в міфології коряків і ітельменів Камчатки. Безліч історій, пов'язаних з Кутхом, схожі з аналогічними історіями, що відносяться до Ворона, поширеними серед корінних народностей північно-західного узбережжя Північної Америки. Це, мабуть, пов'язано з тривалою історією культурних контактів між народами Азії та Північної Америки.
Ітельмени іменували його Кутх, коряки - Куткинняку (Куйкинняку), чукчі - Куркиль. Ймовірно, спочатку образ Ворона-Кутха виник у ітельменів.
За ітельменськими міфами, Кутх творив світ: спускав з неба землю; гори і долини - також сліди його дій. В Коряцький міфах Ворон не створює світ, але перемагає злих духів. Чукчі вірили, що Ворон створив собак, оленів, китів, птахів.
Ставши після створення Камчатки її жителем, Кутх обзавівся дружиною Миті (Міти). З їхніх дітей в ітельменських казках частіше згадуються син Емемкуте і дочка Сінаневт. Люди не відчували страху перед Кутхом, могли навіть засуджувати його за те, що він не дуже вдало, на їхню думку, створив Камчатку. Кутх добродушний, іноді здатний на пустощі, смішні, але нешкідливі прокази, часто сам опиняється в комічному становищі. У Кутхі змішані риси ворона і людини.
Існує легенда, за якою Кутх, пролітаючи над водною гладдю, наказав своєму синові стати землею, а сам на лижах пішов по цій землі. Там, де він проходив, утворювалися западини, ущелини, долини. А по краях високі гори. І щоб не замерзло все живе на землі яку він утворив, вдихнув Кутх в гори високі свій гарячий дух. А ще небаченої краси зорі вигадав і тундру постелив суцільно розшиту смарагдом ягельникі, та бісером прикрасив з брусниці, шикши, морошки. В кожній долині Кутх річку поклав. І людей створив Кутх, щоб в злагоді з природою жили. Ремеслам їх навчив, та веселою вдачею їх наділив, щоб без смутку і печалі життя довше зберігали. І тільки переконавшись, що на створеній ним землі зможе жити міцний духом, зігрітий гумором народ, великий Ворон огорнув легким серпанком таємничості цю країну і відлетів в невідомі краї.